# 박사랑 (배구 선수)
박사랑은 대한민국의 배구 선수이다. 2021-22 V리그 1라운드 1순위(광주 페퍼저축은행 AI 페퍼스)로 프로에 입단하였다.